# Alexandre Bortolato
Alexandre José Bortolato (* 10. November 1973) ist ein ehemaliger brasilianischer Fußballspieler.

## Karriere
Bortolato begann seine Karriere 1994 bei Jaboticabal Atlético und spielte unter anderem auch bei São Carlos FC und EC Santo André. 1997 unterschrieb er einen Vertrag beim Erstligisten EC Juventude. Danach spielte er bei AA Caldense und AA Francana. 2000 wechselte er zum portugiesischen Zweitligisten FC Maia. Im Sommer 2000 kehrte er zu EC Santo André zurück. 2003 wechselte er zum japanischen Zweitligisten Montedio Yamagata. Für Yamagata bestritt er 15 Zweitligaspiele und schoss dabei ein Tor. 2004 kehrte er nach Brasilien zurück. Von 2004 bis 2010 war er außerdem noch bei den Vereinen Sertãozinho FC, XV de Piracicaba, União Agrícola Barbarense FC und América FC (SP) unter Vertrag. 2010 beendete er seine Karriere als Fußballspieler.